# Oliver Effersøe
Oliver Johan Thomas Ludvig Effersøe (født 20. marts 1863 i Tverå på Suderø, Færøerne, død 8. marts 1933 i Charlottenlund) var en færøsk politiker og sysselmand.
Han var søn af sysselmand Gudmund Effersøe og hustru Cathrine Elisabeth Helene f. Müller (død 1903), blev exam.jur. 1882, fuldmægtig på sysselmandens kontor i Suderø 1883-1894, sysselmand for Suderø Syssel fra 1894 indtil 1920, postekspeditør i Trangisvåg 1883-1905, medlem af Lagtinget 1889-1892, 1900-1901 og fra 1905 til 1931 samt medlem af Folketinget for Færøerne (Venstrereformpartiet) fra 1906 til 1913.
1917 til 1924 var han gruppeformand for Sambandsflokkurin og 1924-1928 og 1930-1932| var han formand for Lagtinget.
Han var formand for Suderø Selvhjælpsforening og Tveraa Afholdsforening samt forskellige lokale institutioner og desuden Ridder af Dannebrog og Dannebrogsmand.
Gift med Susanne Astrid f. Svendsen (død 1902), datter af sognepræst Frederik Svendsen (død 1879) og hustru Sigrid f. Effersøe.

## Familie, uddannelse og erhverv
Han voksede op i Færøernes dansktalende embedsmandsstand som søn af sysselmand og kancelliråd Gudmund Effersøe og hustru Cathrine Müller på Tvøroyri. Blandt hans søskende var agronom og digter Rasmus Effersøe, sagfører Poul Effersøe samt læge John Effersøe. Han var brodersøn af redaktør og folketingsmand O.P. Effersøe, søstersøn af sysselmand og folketingsmand Hans Christopher Müller, svoger til købmann Niels Juel Mortensen samt morbroder til sagfører og lagtingsmand Edward Mitens (Mortensen). Slægten på fædrende side var islandsk og hentede sit navn fra Örfirisey ved Reykjavík, og kom til Færøyene med farfaderen, som var regnskabsfører ved den danske monopolhandel.
Han var uddannet exam.jur. fra Københavns Universitet fra 1882, derefter fuldmægtig ved faderens sysselmandskontor på Tvøroyri. Han fungerede også som postekspeditør i Trongisvágur 1883–1905. I 1894 overtog Effersøe sin faders stilling som sysselmand på Suðuroy, og besad den frem til 1920. Effersøe havde også andre lokale verv, så som formand for forligskommissionen på Suðuroy 1894–1905, medlem af sognekommunestyret i Froðba (som også omfattede Tvøroyri og Trongisvágur) og formand i samme 1889–1905. Han var medlem af direktionen (styret) i Færø Amts Sparekasse 1918–1923.
Oliver Effersøe giftede sig i 1899 med sin kusine, Astrid Svendsen, datter af sognepræst Frederik Svendsen og hustru Sigrid Effersøe i Miðvágur. Hun døde to år senere, efter at de havde fået en datter. I 1913 giftede han sig med den københavnske købmandsdatter Selma Nielsen. De fik en søn og en datter, men sønnen døde som 11-årig. Effersøe er fra flere sider blevet beskrevet som karakterfast, indesluttet, familiekær og præget af sønnens tidlige død.

## Politisk virke

### Lagtinget og partidannelserne
Effersøe var indvalgt i Lagtinget for Suðuroy 1889–1893, 1900–1901 og 1905–1931. Han var valgt frem til 1932, men bad sig fritaget året før på grund af sygdom.
Effersøe og hans ligesindede på Lagtinget sympatiserede oprindeligt med det danske Højre, men orienterede sig mod Venstre af taktiske hensyn efter systemskiftet i 1901. I 1906 dannede de Færøernes første politiske parti, Sambandsflokkurin, som reaktion imod den færøske selvstændighedsbevægelse, som var vokset frem på slutningen af 1800-tallet.
Den udløsende årsag til partidannelsen var forslaget om indre selvstyre for Færøerne, "tilbudet" af 1906, som folketingsmand Jóannes Patursson havde forhandlet frem med Danmarks regering. Effersøe og hans ligesindede var bekymrede for Færøernes økonomi og stilling i det danske rige, hvis nationalbevægelsens krav om indre selvstyre og anerkendelse af det færøske sprog blev opfyldt. Selvstændighedsbevegelsen fik snart sit eget parti med Sjálvstýrisflokkurin under ledelse af Patursson.
Sambandsflokkurin blev først ledet af provst Fríðrikur Petersen, men da Petersen døde i 1917, overtog Effersøe som formand. Efter, at amtmanden udgik som Lagtingets mødeleder ved en lovændring i 1923, var Effersøe også Lagtingets formand 1924–1928 og 1930–1931. Selv om han almindeligvis talte dansk på Lagtinget, holdt den tosprogede Effersøe takketalen på færøsk, da han blev valgt til Lagtingets formand for første gang under Ólavsøka i 1924. Han bad sig samtidig fritaget fra hvervet som formand i Sambandsflokkurin.

### Identitet, afholdsbevægelse og rigspolitik
Konflikten mellem embedsmandsstanden og selvstyrebevægelsen skulle føre til stor forbitrelse i forholdet mellem Færøerne og Danmark. De ledende skikkelser i Sambandsflokkurin var færinger, mange også med en fortid i selvstyrebevægelsen, og de hevdet færingenes nationale egenart. Med partidannelserne i 1906 kom et holdningsskifte som betød, at man trak et skarpt skel i forhold til selvstyrebevægelsen.
Jørgen-Frantz Jacobsen, som for sin del sympatiserede med selvstyrebevægelsen, beskrev det således i en af sine kronikker fra 1943:
"Sambandspartiet må i første række karakteriseres som et konservativt parti. Dets første leder, provst Frederik Petersen, var en højst begavet og åndrig mand, men samtidig en konservativ mand. Hans nærmeste medarbejder, Oliver Effersøe, som ikke kunne måle sig med ham i klogskab og charme, overgik ham i stivsindet autoritetsdyrkelse. Til sammen repræsenterede de en vis gudhengiven træghed, som har dybe rødder i det færøske folk, og i løbet af kort tid lykkedes det dem at rejse en opinion, som dels med surhed, dels med afsky, vendte sig bort fra den nationale bevægelse og fra dens fører Jóannes Patursson."
Effersøe fandt et vælgergrundlag i afholdsbevægelsen, indre mission, embedsmandsstanden, bondestanden og næringslivet. Mange arbejdere i Tórshavn, som tidligere havde stemt på Paturssons økonomiske politik, gik til Effersøe i frygt for udgiftsøgninger og skatteskærpelser med "tilbudet" af 1906. Sambandsflokkurins vælgergrundlag har i stor udstrækning vedvaret de første hundrede år.
Effersøe var central i afholdsbevægelsen på Færøerne og blandt drivkræfterne bag underskriftskampagnerne for alkoholforbudet af 1907, som havde overvældende folkelig støtte. Sjálvstýrisflokkurins anfører og folketingsmand Jóannes Patursson var på sin side hånlig over for afholdsbevægelsen, så valgene til Rigsdagens to kamre på Færøerne i 1906 blev afgjort af selvstyrespørgsmålet og forbudssagen. Flertallet af vælgerne stemte Effersøe ind i Folketinget på bekostning af Patursson, og flertallet af lagtingsmændene stemte Fríðrikur Petersen ind i Landstinget. Der blev indført et generelt forbud mod produktion og omsætning af alkoholholdige drikkevarer på Færøerne, som bestod frem til 1992.
I sin første tale i Folketinget i 1906 gav Effersøe sin programerklæring:
"Separatisterne siger, at det er uværdigt for os ikke at være selvstændige, ikke at have vort eget sprog. Denne opfattelse kan jeg aldeles ikke tilslutte mig. Jeg finder det at være en ære for os færinger at høre til det danske folk, og jeg finder, at vi som danske borgere er lige så selvstændige som andre danske borgere. Det er ligeledes en ære for os at være delagtige i det danske sprog. Jeg føler mig forvisset om, at færøingerne er for få til at være selvstændige og have deres eget kultursprog. […] Vi færinger føler os fuldstændig som danske og ønsker at bevare dansk sprog på øerne for vore efterkommere. […] Det parti, jeg tilhører, […] vil delaktiggøre os i verdenskulturen gennem en tilslutning til Danmark og dansk åndsliv […], men med agtelse over for det færøske sprog og færingernes traditioner."
Imidlertid kan meget af dette, ifølge slægtsforskeren Henning Heilsen, have været nok så meget et udtryk for Effersøes selvforståelse som det var et politisk standpunkt. Det er blevet stående som en del af Effersøes eftermæle, at han brugte Folketingets talerstol til at opildne konflikten mellem embedsmandsstanden og selvstyrebevægelsen snarere end at dæmpe den. Han advarede danskerne mod de færøske "separatister". Ifølge Sverre Stove og Jacob Jacobsens udsagn bidrog Effersøes bestræbelser til, at danskerne misforstod selvstyrekrav som "danskerhad og urimeligheder".
Effersøes hårdeste opgør med Patursson kom i 1923 i den såkaldte "Norgessag", en aflægger af Konflikten om Østgrønland, hvor professor Nikolaus Gjelsvik havde taget til orde for, at Færøerne burde tilsluttes Norge. Effersøe afviste det umiddelbart. Patursson, i sin kritik af det danske herredømme og med velkendte sympatier for Norge, kunne derimod tolkes således, at han støttede professorens forslag. På Lagtinget indledte Effersøe med "en velbygget tale som viste ham som en redelig, men yderst ensidig mand". Stove og Jacobsen tilføjede, at "som taler var Effersøe altid saglig og klar, men fantasiløs". Lagtingets beslutning fordømte Paturssons udtalelser som "ubeføjet". Efter Norgessagen gav den danske Neergaard-regering og senere Stauning-regering deres uforbeholdne støtte til Sambandsflokkurin.
Han mente også, at Færøerne var bedst tjent med at værne Danmarks øvrige besiddelser. I 1916 opfordrede han færingerne til at stemme imod salget af Dansk Vestindien ved folkeafstemningen dette år. "Vi bør søge at forebygge at Danmarks rige bliver gjort mindre", skrev Effersøe i Føroyatíðindi. At Dansk Vestindien var lidet indbringende for statskassen, var et "betænkeligt" argument for færingerne, skrev Dimmalætting dagen før folkeafstemningen. Flertallet af de danske vælgere var for, så Dansk Vestindien blev solgt, men et stort flertal af de færøske vælgere stemte imod. Effersøe var rasende over Østgrønlandsaftalen af 1924 mellem Danmark og Norge, som gav nordmænd fangst- og fiskerettigheder på Østgrønland. I et interview med Politiken betegnede han aftalen som et "svig" mod "de tillidsfulde og gode grønlændere" som kunne gentages mod færingerne, og han truede med at nedlægge sit mandat i Landstinget.
Effersøe var Folketingets viceformand, idet han trådte ud i 1913, og sad derefter i Landstinget 1914–1915, 1921–1928 og 1929–1933. Han var valgt af det færøske Lagting i de to første perioder og af det aftrædende Landsting i sin sidste; "man ser nu derfor det særsyn, at Landstinget samtidig har to færinger i sin midte" – Effersøe og Patursson. Effersøe tilsluttede sig først Venstrereformpartiet og fulgte dem tilbage til Venstre i 1909. Han indtog tidvis en central rolle i partiet, og sad i Landstingets udenrigspolitiske udvalg 1923–1928. Effersøe var ifølge Anton Degn en "dygtig parlamentariker som varetog Færøernes interesser med indsigt og kyndighed". Også Andrass Samuelsen fremholdt Effersøes realpolitiske evner.

## Sygdom, død og begravelse
De sidste år af sit liv tilbragte han i Charlottenlund ved København. Han var meget syg, og mødte sjældent i Landstinget det sidste år. Den 8. marts 1933 døde han af lungebetændelse. Han blev begravet fra Ordrup kirke i Charlottenlund den 13. marts med mange repræsentanter fra dansk offentlighed og afholdsbevægelsen til stede. Mens Effersøes eftermæle blev stærkt partipolitisk farvet på Færøerne, skrev Politiken således i sin mere nøgterne nekrolog over ham:
"Han har været både Danmark og sit snævrere fødeland en god mand. Han var hverken nogen overlegen begavelse eller nogen betydelig taler, alligevel fik han meget udrettet. Måske mest i kraft af sine karakteregenskaber. Han var en af dem, som indgav tillid, og som man følte, at man kunne stole på."

## Æresbevisninger
Effersøe blev udnævnt til ridder af Dannebrogordenen i 1907 og tildelt Dannebrogordenens Hæderstegn i 1921.